# Tőkés Béla
Tőkés Béla (Marosvásárhely, 1936. november 29.−) erdélyi magyar kémikus, kémiai szakíró, egyetemi tanár.

## Életútja, munkássága
Középiskolai tanulmányait szülővárosában a Bolyai Farkas Líceumban végezte (1954); a Bolyai Tudományegyetem Kémia Karán szerzett vegyészdiplomát. Szakmai pályáját a marosvásárhelyi OGYI Gyógyszerészeti Karán kezdte 1959-ben. A tanári pálya minden fokozatát sorra végigjárva, 1994-től egyetemi tanár. 2001-től a Sapientia EMTE Mérnöki Karán is előadó.
Kutatómunkájának eredményeit hazai és külföldi szaklapokban közölte. Társszerzője A kémia alapjai című könyvnek (Dudutz Gyöngyivel és Donáth Nagy Gabriellával, I–III. Marosvásárhely, 2005).

## Művei
- Îndrumător de lucrări practice de chimie coloidală (Marosvásárhely, 1965)
- Szervetlen kémia. I–III. (Marosvásárhely, 1976–78)
- Fizikai kémia. Kolloidika; Orvosi és Gyógyszerészeti Intézet–Gyógyszerészeti Kar, Marosvásárhely, 1977
- Fizikai kémia. Kémiai termodinamika; Orvosi és Gyógyszerészeti Intézet–Gyógyszerészeti Kar, Marosvásárhely, 1978
- Fizikai kémia. Reakciókinetika. Elektrokémia. Egyetemi hallgatók számára; Orvosi és Gyógyszerészeti Intézet, Marosvásárhely, 1982
- Fizikai kémia. Anyagszerkezet. Egyetemi hallgatók számára; Orvosi és Gyógyszerészeti Intézet, Marosvásárhely, 1985
- Fizikai kémia. Gyógyszerészeknek, orvosoknak és biológusoknak 1-2.; Mentor, Marosvásárhely, 2001
- Tőkés Béla, Dónáth–Nagy Gabriella: Kémiai előadások és laboratóriumi gyakorlatok; Scientia, Kolozsvár, 2002
- Tőkés Béla–Dudutz Gyöngyi–Donáth-Nagy Gabriella: A kémia alapjai 1-3.; Studium Alapítvány, Marosvásárhely, 2005